# ふたりうた2
『ふたりうた2』は、2009年8月12日発売の茉奈 佳奈のセカンドアルバム。

## 概要
2009年1月14日発売の茉奈 佳奈のファーストアルバム『ふたりうた』のヒットを受けて作成されたカバーアルバム第2弾である。収録曲は三倉佳奈のブログ「三倉さんちの次女ブログ」2009年4月14日の記事「リクエスト緊急募集(≧ー≦)/！」で公募されたものが中心となっており、その応募コメント数は1000件を超えるものとなった。

## 収録曲
| No. | 曲名                                 | 作詞                                     | 作曲                | 編曲     | 詳細 |
| --- | ------------------------------------ | ---------------------------------------- | ------------------- | -------- | --- |
| 1   | チェリー                             | 草野正宗                                 | 草野正宗            | 新屋豊   | スピッツのシングル（1996年4月）のカバー この曲についてはパートの入れ替わりが無く、茉奈がメロディーをすべて歌っている。                                                                                                  |
| 2   | フレンズ                             | NOKKO                                    | 土橋安騎夫          | 鴇沢直   | レベッカのシングル（1985年10月）のカバー。 間奏のソプラノサックスは佳奈が演奏したものである。 |
| 3   | 元気を出して                         | 竹内まりや                               | 竹内まりや          | 華原大輔 | 薬師丸ひろ子のアルバム『古今集』（1984年2月）の収録曲のカバー。 |
| 4   | 少年時代                             | 井上陽水                                 | 井上陽水・ 平井夏美 | 上杉洋史 | 井上陽水のシングル（1990年9月）のカバー。 この曲についてはパートの入れ替わりが無く、佳奈がメロディーをすべて歌っている                                                                                                  |
| 5   | 透明人間 （futariuta version）       | 阿久悠                                   | 都倉俊一            | REO      | ピンク・レディーのシングル（1978年9月）のカバー。 |
| 6   | 愛が止まらない 〜Turn It Into Love〜 | Mike Stock、 Matt Aitken、 Pete Waterman | 及川眠子            | REO      | カイリー・ミノーグ「Turn It into Love」のカバーであるWinkのシングル「愛が止まらない〜Turn it into love〜」（1988年11月）のカバー。                                                                                      |
| 7   | 夢をあきらめないで                   | 岡村孝子                                 | 岡村孝子            | 市川淳   | 岡村孝子のシングル（1987年2月）のカバー。 |
| 8   | 銀色の道                             | 塚田茂                                   | 宮川泰              | 市川淳   | ザ・ピーナッツのシングル（1966年10月）およびダークダックスのシングル（1967年）のカバー。 |
| 9   | 花嫁                                 | 北山修                                   | 端田宣彦・ 坂庭省悟 | 華原大輔 | はしだのりひことクライマックスのシングル（1971年1月）のカバー。 |
| 10  | 大阪LOVER                            | 吉田美和                                 | 吉田美和            | 華原大輔 | DREAMS COME TRUEのシングル（2007年3月）のカバー。 茉奈は「歌詞が可愛くてピュアで大好き」、佳奈は「（ライブで歌う時は）恥ずかしくて皆さんと目を合わせられない」との旨を語っている。                                      |
| 11  | 翼をください                         | 山上路夫                                 | 村井邦彦            | 新屋豊   | 赤い鳥のシングル「竹田の子守唄」（1971年2月）のB面曲「翼をください」のカバー。間奏のギターのうちサブのギターは茉奈が演奏したものである。                                                                                |
| 12  | 遥か                                 | GReeeeN                                  | GReeeeN             | 中野定博 | GReeeeNのシングル（2009年5月）のカバー。 |
| 13  | ハートのエースが 出てこない          | 竜真知子                                 | 森田公一            | 市川淳   | キャンディーズのシングル（1975年11月）のカバー。『歌スタ!!』の5周年特別企画「茉奈佳奈とデュエット!!オーディション」により選出されたウタイビト・大野智美とデュエットした曲であり、ボーナストラックとして収録されている。 |